# Ross Tong
Ross Stuart Tong (* 21. April 1961 in Wanganui) ist ein ehemaliger neuseeländischer Ruderer.
Der 1,84 m große Ross Tong vom Waikato Rowing Club in Hamilton rückte 1984 in die neuseeländische Nationalmannschaft auf. Bei den Olympischen Spielen 1984 in Los Angeles traten Kevin Lawton, Don Symon, Barrie Mabbott, Ross Tong und Steuermann Brett Hollister im Vierer mit Steuermann an und belegten im Vorlauf den dritten Platz hinter den Booten aus dem Vereinigten Königreich und den Vereinigten Staaten. Im Hoffnungslauf siegten die Neuseeländer vor dem US-Boot und dem Boot aus der Bundesrepublik Deutschland. Im Finale ergab sich auf den vorderen Plätzen der gleiche Einlauf wie im Vorlauf, es siegten die Briten vor der Mannschaft des Gastgeberlandes und den Neuseeländern. Im Jahr darauf war Symon bei den Weltmeisterschaften 1985 mit dem Vierer ohne Steuermann am Start und belegte den vierten Platz.
Ross Tong war zunächst Polizist und arbeitete dann als Rudertrainer. Sein Vater Allan Tong nahm 1956 als Ruderer an den Olympischen Spielen teil.